# Phyllanthus valerioi
Phyllanthus valerioi är en emblikaväxtart som beskrevs av Paul Carpenter Standley. Phyllanthus valerioi ingår i släktet Phyllanthus och familjen emblikaväxter. Inga underarter finns listade i Catalogue of Life.